# Nyctemera maculata
Nyctemera maculata är en fjärilsart som beskrevs av Walker 1854. Nyctemera maculata ingår i släktet Nyctemera och familjen björnspinnare. Inga underarter finns listade i Catalogue of Life.